# 羅巴茲 (肯塔基州)
羅巴茲（英語：Robards）是一個位於美國肯塔基州亨德森縣的城市。

## 地方資料
根據2020年美國人口普查的數據，羅巴茲的面積為7.88平方千米，當中陸地面積為7.84平方千米，而水域面積為0.04平方千米。當地共有人口449人，而人口密度為每平方千米56.98人。